# Gaetano Troja
Gaetano Troja, detto Tanino (Palermo, 25 luglio 1944 – Palermo, 19 giugno 2023), è stato un calciatore e allenatore di calcio a 5 italiano.

## Caratteristiche tecniche
Era un classico centravanti di sfondamento, dotato di grande forza e di una robusta struttura fisica.

## Carriera

### Giocatore
Iniziò a giocare nella Faldese, squadra palermitana alla falde del Monte Pellegrino (da cui il nome), e a 16 anni giocava titolare in Promozione (l'Eccellenza degli anni novanta), con la quale divenne capocannoniere del girone. L'anno successivo passò al Paternò in Serie D. Anche qui giocò una grande stagione e venne acquistato dal Palermo, nel quale arrivò nel 1964 per 80 milioni di lire.  Chiude la prima stagione con 8 goal complessivi e nella stagione successiva realizza 14 reti tra campionato e Coppa Italia, risultando capocannoniere stagionale della squadra rosanero.
Nel 1966 Troja, uno dei migliori calciatori palermitani dell'epoca,   fu ceduto al Brescia per ragioni di bilancio.  Tornò poi al Palermo, nel frattempo promosso in serie A nel 1968. 
Memorabile è il gol fatto nel campionato 1969-1970 contro il Cagliari di Gigi Riva, segnato con un colpo di testa in tuffo su cross di Sergio Pellizzaro. Nel 1973, dopo la retrocessione del Palermo in Serie B, si trasferì al Napoli, dove non riuscì ad imporsi giocando 4 partite in campionato. A distanza di un anno scende di categoria al Bari, in Serie C.
Nel 1976, mentre era in trattativa con l'Udinese che giocava sempre in Serie C, il tecnico Carmelo Di Bella, suo allenatore ai tempi del Palermo, lo andò a trovare nella sua boutique a Lignano Sabbiadoro dove il Catania stava svolgendo il ritiro estivo, ed in sole tre ore lo convinse a vestire i colori rossazzurri per l’annata 1976-1977 in Serie B. Di cuore rosanero, nella partita di andata del Derby di Sicilia giocata al Cibali si fece sostituire e in quella di ritorno giocata alla Favorita non volle proprio scendere in campo, guardando tutta la partita (finita 0-0) dalla tribuna dopo averlo chiesto espressamente a Di Bella.
In carriera ha collezionato complessivamente 133 presenze e 21 reti in Serie A e 119 presenze e 36 reti in Serie B.

### Calcio a 5
Ritiratosi dal calcio, si dedicò al calcio a 5 quando questo sport era ancora poco diffuso, portando la Pro Ficuzza alle finali scudetto.

### Dirigente
Fu capo degli osservatori nel Palermo quando la società era di proprietà dell’imprenditore romano Franco Sensi, nel 2000-2001. In quell'anno la squadra siciliana militava in Serie C1 e al termine ottenne la promozione in Serie B 2001-2002.

## Statistiche

### Presenze e reti nei club
| Stagione        | Squadra         | Campionato      | Campionato | Campionato | Coppe nazionali | Coppe nazionali | Coppe nazionali | Coppe continentali | Coppe continentali | Coppe continentali | Altre coppe | Altre coppe | Altre coppe | Totale | Totale | Totale |
| Stagione        | Squadra         | Comp            | Pres       | Reti       | Comp            | Pres            | Reti            | Comp               | Pres               | Reti               | Comp        | Pres        | Reti        | Pres   | Reti   |        |
| --------------- | --------------- | --------------- | ---------- | ---------- | --------------- | --------------- | --------------- | ------------------ | ------------------ | ------------------ | ----------- | ----------- | ----------- | ------ | ------ | ------ |
| 1963-1964       | Paternò         | D               | 29         | 15         | -               | -               | -               | -                  | -                  | -                  | -           | -           | -           | 29     | 15     |        |
| 1964-1965       | Palermo         | B               | 33         | 8          | CI              | 2               | 0               | -                  | -                  | -                  | -           | -           | -           | 35     | 8      |        |
| 1965-1966       | Palermo         | B               | 33         | 12         | CI              | 2               | 2               | -                  | -                  | -                  | -           | -           | -           | 35     | 14     |        |
| 1966-1967       | Brescia         | A               | 32         | 8          | CI              | 1               | 0               | -                  | -                  | -                  | -           | -           | -           | 33     | 8      |        |
| 1967-1968       | Brescia         | A               | 26         | 4          | CI              | 1               | 1               | -                  | -                  | -                  | -           | -           | -           | 27     | 5      |        |
| Totale Brescia  | Totale Brescia  | Totale Brescia  | 58         | 12         |                 | 2               | 1               |                    | -                  | -                  |             | -           | -           | 60     | 13     |        |
| 1968-1969       | Palermo         | A               | 24         | 1          | CI              | 3               | 2               | CM                 | 2                  | 0                  | -           | -           | -           | 29     | 3      |        |
| 1969-1970       | Palermo         | A               | 25         | 6          | CI              | 3               | 1               | -                  | -                  | -                  | -           | -           | -           | 28     | 7      |        |
| 1970-1971       | Palermo         | B               | 17         | 7          | CI              | 3               | 0               | -                  | -                  | -                  | -           | -           | -           | 20     | 7      |        |
| 1971-1972       | Palermo         | B               | 24         | 8          | CI              | 3               | 0               | -                  | -                  | -                  | -           | -           | -           | 27     | 8      |        |
| 1972-1973       | Palermo         | A               | 22         | 1          | CI              | 3               | 0               | -                  | -                  | -                  | -           | -           | -           | 25     | 1      |        |
| Totale Palermo  | Totale Palermo  | Totale Palermo  | 178        | 43         |                 | 19              | 5               |                    | 2                  | 0                  |             | -           | -           | 199    | 48     |        |
| 1973-1974       | Napoli          | A               | 4          | 0          | CI              | 0               | 0               | -                  | -                  | -                  | -           | -           | -           | 4      | 0      |        |
| 1974-1975       | Bari            | C               | 28         | 8          | CISP            | 0               | 0               | -                  | -                  | -                  | -           | -           | -           | 28     | 8      |        |
| 1975-1976       | Bari            | C               | 18         | 3          | CISP            | 0               | 0               | -                  | -                  | -                  | -           | -           | -           | 18     | 3      |        |
| Totale Bari     | Totale Bari     | Totale Bari     | 46         | 11         |                 | 0               | 0               |                    | -                  | -                  |             | -           | -           | 46     | 11     |        |
| 1976-1977       | Catania         | B               | 12         | 1          | CI              | 2               | 0               | -                  | -                  | -                  | -           | -           | -           | 14     | 1      |        |
| 1977-1978       | Lignano         | Prom.           | ?          | ?          | -               | -               | -               | -                  | -                  | -                  | -           | -           | -           | ?      | ?      |        |
| Totale carriera | Totale carriera | Totale carriera | 327+       | 82+        |                 | 23              | 6               |                    | 2                  | 0                  |             | -           | -           | 352+   | 88+    |        |